# 許聞廉
許聞廉（英語：Hsu Wen-lian，1951年3月27日—），台灣資訊學者，現任亞洲大學資工系講座教授。

## 學歷
許聞廉於1973年國立台灣大學數學系畢業，1975年赴美國康乃爾大學研讀作業研究，於1979年取得博士學位，隨即至比利時魯汶大學運籌與經濟研究中心（CORE）進行一年的博士後研究。1980年赴美國西北大學任教，1986年獲得终身教授職稱。1989年回到中央研究院資訊科學研究所。2021年至亞洲大學資工系擔任講座教授。

## 簡歷
- 比利時魯汶大學運籌與經濟研究中心（CORE）博士後研究（1979—1980）
- 美國西北大學工業工程系助教授（1980—1986）
- 美國西北大學工業工程系副教授（1986—1989）
- 中央研究院資訊科學研究所研究員（1989—2008）
- 美國史丹佛大學語言及資料研究中心訪問學人（1996—97）
- 中央研究院資訊科學研究所代理所長（1997—1998）
- 國立清華大學資訊工程系合聘教授（2001—）
- 中央研究院國際研究生院生物資訊學程主任（2003—2021）
- 中央研究院資訊科學研究所特聘研究員（2008—2021）
- 中央研究院資訊科學研究所所長（2012—2018）
- 亞洲大學資工系講座教授（2021—）

## 專業貢獻
許聞廉早期在西北大學的研究偏重於圖形演算法的理論。他最主要的貢獻在完美圖以及一些具有幾何性質的圖形上面，作品大多在JACM以及SIAM J. Computing發表。他在平面完美圖上的兩篇論文是這個領域的經典之作。最近，他在平面圖的辨認以及極大平面子圖建構的線性演算法上，也有突破性的進展。同時，他也涉足於計算生物學，在DNA序列的分析比對上設計容錯演算法。
許聞廉回台後，除了繼續理論方面的研究，並開始從事中文應用系統的研究。早期發展智慧型注音輸入法，1993年發表「國音輸入法」，獲得第一屆十大傑出中文資訊產品獎。1995年，發表「自然輸入法」。最近幾年，將這些年累積的人工智慧研究應用至網際網路，並發表「智慧型中文機器人」── @skbots，其目標在於瞭解網路上使用者常問的問題以及WEB上網頁的資訊，並指引使用者至相關的網頁。最近，他將重心放在自然語言處理以及生物資訊中的蛋白體知識庫的研究上。在自然語言處理方面，主要是以開發新一代的搜尋引擎問答系統以及新一代的自然輸入法為主。
許聞廉曾主辦兩個亞洲主要的理論會議：1991年的ISAAC，1998年的COCOON以及數位學習領域的著名會議ITS2006，並多次受邀至國際會議演講。他曾擔任Journal of Information Science的執行編輯以及International Journal of Foundation of Computer Science的編輯。目前為 Information Processing Letters, International Journal of Bioinformatics Research and Applications的編輯。他曾擔任中華民國人工智慧學會理事長（2001-2002）。

## 專業榮譽
- 美國國家科學基金會Research Initiation Award, 1981
- 十大傑出中文資訊產品獎 1993
- 國科會傑出研究獎 1991~1992
- 國科會傑出研究獎 1994~1995
- 國科會傑出研究獎 1996~1997
- 李國鼎穿石獎 1999
- 國科會特約研究員獎 1999
- 國科會傑出特約研究員獎 2005
- 中央研究院深耕計畫獎 2005
- 國際電機電子工程學會院士（IEEE Fellow）2006

## 外部連結
- 許聞廉的個人網頁 （页面存档备份，存于）
- 國立台灣大學數學系 （页面存档备份，存于）
- 中央研究院資訊科學研究所 （页面存档备份，存于）
- 美國電腦協會（ACM） （页面存档备份，存于）
- 中央研究院資訊科學研究所智慧性代理人系統實驗室 （页面存档备份，存于）

| 學術機關職務         | 學術機關職務                                                          | 學術機關職務  |
| -------------------- | --------------------------------------------------------------------- | ------------- |
| 中央研究院資訊科學所 |                                                                       |               |
| 前任： 李琳山        | 中央研究院資訊科學研究所所長（代理所務） 1997年8月1日 - 1998年6月30日 | 繼任： 李德財 |
| 前任： 游本中        | 中央研究院資訊科學研究所所長（代理所務） 2011年9月1日 - 2012年6月17日 | 繼任： 許聞廉 |
| 前任： 許聞廉        | 中央研究院資訊科學研究所所長 2012年6月17日 - 2018年6月17日            | 繼任： 許聞廉 |
| 前任： 許聞廉        | 中央研究院資訊科學研究所所長 2018年6月17日 - 2018年8月31日            | 繼任： 廖弘源 |